# Le Match de notre vie
Le Match de notre vie est un téléfilm français réalisé par Gareth Davies, diffusé le 13 mars 1996 sur France 2.

## Synopsis
un joueur de Rugby est blesser par un membre de l'équipe adverse et se retrouve hospitalisé.

## Fiche technique
- Réalisateur : Gareth Davies
- Scénario : Jean Cazenac, Serge Friedman et Jean-Pierre Couture
- Musique : Greco Casadesus
- Dates de diffusion : le 13 mars 1996 sur France 2.
- Durée : 100 minutes.

## Distribution
- Lydia Andrei : Elisabeth Lafarge
- Hervé Laudière : Julien Lafarge
- Jean-Pierre Cassel : Antoine Malleval
- Heulwen Haf : Diana Powell
- Ion Hefin : Cliff Powell
- Robin Griffith : Richard Jenkins
- Hannah Roberts : Gwen
- Antoinette Magnouat : la cliente
- André Nader : le client
- Gérald Rivière : Gayral
- Jean-Luc Priane, Frédéric Darin et Bruno Trompier : les journalistes
- Geraint Wyn Davies (en) : Gwilym Robert
- Hubert Kruczynski : le facteur
- Patrick Burgel : le maire